# Ordinariat militaire en Italie
Pour un article plus général, voir Ordinariat militaire.
L'Ordinariat militaire en Italie (en italien : Ordinariato militare in Italia) est une juridiction de l'Église catholique en Italie. Assimilé à un diocèse, il a juridiction sur tout le personnel militaire des forces armées italiennes, sur les membres de leur famille qui cohabitent avec eux et sur le personnel civil. Il est dirigé depuis le 10 avril 2025 par l'archevêque Gian Franco Saba. Son église principale est  Santa Caterina a Magnanapoli à Rome.

## Ordinaires

### Évêque militaire (1915-1922)
- 1915-1922 : Angelo Bartolomasi

### Évêques ordinaires (1923-1929)
- 1923-1925 : Michele Cerrati
- 1925-1929 : Camillo Panizzardi

### Archevêques ordinaires (depuis 1929)
- 1929-1944 : Angelo Bartolomasi
- 1944-1953 : Carlo Alberto Ferrero di Cavallerleone
- 1953-1966 : Arrigo Pintonello
- 1966-1971 : Luigi Maffeo
- 1971-1981 : Mario Schierano
- 1981-1989 : Gaetano Bonicelli
- 1989-1996 : Giovanni Marra
- 1996-2003 : Giuseppe Mani
- 2003-2006 : Angelo Bagnasco
- 2006-2013 : Vincenzo Pelvi
- 2013-2025 : Santo Marcianò (it)
- 2025-  : Gian Franco Saba

### Articles liés
- Église catholique en Italie
- Liste des diocèses et archidiocèses d'Italie